# حادثه آتش‌افروزی هیبیا

تظاهرکنندگان در پارک هیبیا در جریان حادثه آتش‌افروزی هیبیا.

حادثه آتش‌افروزی هیبیا (به ژاپنی: 日比谷焼打事件, Hibiya yakiuchi jiken)، همچنین به عنوان شورش‌های هیبیا شناخته می‌شود، یک شورش بزرگ بود که در توکیو، ژاپن، از ۵ تا ۷ سپتامبر ۱۹۰۵ رخ داد. اعتراضات ساکنان توکیو در پارک هیبیا علیه مفاد پیمان پورتسموت که به جنگ روسیه و ژاپن پایان می‌دهد، به یک شورش خشونت‌آمیز دو روزه در سطح شهر تبدیل شد. پلیس تلاش کرد تا اعتراضات را سرکوب کند. حادثه آتش‌افروزیهیبیا منجر به کشته شدن ۱۷ نفر و منجر به فروپاشی دولت کاتسورا تارو شد و اولین رویداد دوران خشونت مردمی محسوب می‌شود.